# أنتوني سكالي
أنتوني سكالي (بالإنجليزية: Anthony Scully)‏ هو لاعب كرة قدم بريطاني، ولد في 19 أبريل 1999 في لندن في المملكة المتحدة. لعب مع وست هام يونايتد.